# ریچارد جی. کرامر
ریچارد جی. کرامر (به انگلیسی: Richard J. Kramer) (زاده ۳۰ اکتبر ۱۹۶۳) کارآفرین، بازرگان و مدیر ارشد اجرایی آمریکایی است، که در حال حاضر به‌عنوان مدیر عامل اجرایی و رییس هیئت مدیره شرکت گودیر تایر فعالیت می‌کند.